# Eupithecia finintima
Eupithecia finintima är en fjärilsart som beskrevs av András Vojnits 1979. Eupithecia finintima ingår i släktet Eupithecia och familjen mätare. Inga underarter finns listade i Catalogue of Life.